# Rio Băbiu
O Rio Băbiu é um rio da Romênia afluente do rio Almaş, localizado no distrito de Sălaj.